# Naomi Mata'afa
Fiame Naomi Mata'afa (Apia, 1957) es una jefa matai y política samoana que ejerce como primera ministra de Samoa desde el 24 de mayo de 2021, tras llevar al partido político FAST a la victoria en las elecciones generales de 2021. Fue miembro del Partido para la Protección de los Derechos Humanos, fuerza dominante del país entre 1982 y 2021, y ocupó puestos en el gobierno de Tuila'epa Sailele Malielegaoi (1998-2021), llegando a ser vice primera ministra entre 2016 y 2020. Ha sido miembro de la Asamblea Legislativa desde 1985, representando a la circunscripción de Lotofaga, en donde ostenta el título matai de Fiame. Es hija de Mata'afa Faumuina Mulinu'u II, el primer jefe de gobierno de Samoa tras su independencia, y de la parlamentaria y embajadora Laulu Fetauimalemau Mata'afa.
Mata'afa abandonó el HRPP tras su ruptura con el gobierno de Malielegaoi como consecuencia de una serie de controvertidas reformas constitucionales realizadas en el año 2020, que cuestionó como violatorias a los derechos humanos. Poco después se unió al partido FAST, que le ofreció convertirse en su líder y candidata a primera ministra de cara a las elecciones generales del año siguiente. En los comicios FAST y el HRPP empataron con 25 escaños cada uno sobre 51, quedando el independiente Tuala Iosefo Ponifasio con poder de desempate. Ponifasio adhirió a FAST pocos días después de los comicios. Sin embargo, el intento de la comición electoral de sumar una parlamentaria extra al HRPP, basándose en una aplicación estricta de la representación femenina obligatoria de 10% (lo que hubiera provocado un estancamiento y la consecuente convocatoria a una nueva elección), desató una crisis constitucional entre el gobierno de Tuila'epa (respaldado por el jefe de Estado Va'aletoa Sualauvi II) y Mata'afa (respaldada por la Corte Suprema). Mata'afa denunció los intentos de Tuila'epa y Sualauvi II de frenar su juramentación como un «golpe de estado».
El 24 de mayo de 2021, en una sesión realizada fuera del edificio del parlamento y boicoteada por el HRPP, Mata'afa asumió como primera ministra de Samoa y prestó juramento a los miembros de su gabinete. Es la primera mujer en ejercer la jefatura de gobierno samoana y encabeza el primer gobierno ajeno al HRPP desde 1982.